# Њутон (Илиноис)
Њутон (енгл. Newton) град је у америчкој савезној држави Илиноис. По попису становништва из 2010. у њему је живело 2.849 становника.

## Демографија
Према попису становништва из 2010. у граду је живело 2.849 становника, што је 220 (7,2%) становника мање него 2000. године.
| Група             | 2000.         | 2010.         |
| Белци             | 3.024 (98,5%) | 2.779 (97,5%) |
| Афроамериканци    | 3 (0,1%)      | 4 (0,1%)      |
| Азијати           | 6 (0,2%)      | 6 (0,2%)      |
| Хиспаноамериканци | 18 (0,6%)     | 34 (1,2%)     |
| Укупно            | 3.069         | 2.849         |